# Państwo Sadytów
     współczesne Maroko i Sahara Zachodnia

Państwo Saadytów za panowania Ahmada al-Mansura (1578–1603)

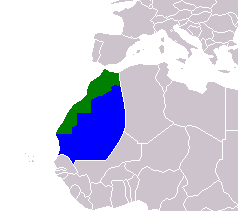
Tereny pod panowaniem Saadytów u szczytu ich potęgi.
współczesne Maroko i Sahara Zachodnia

Państwo Sadytów – państwo muzułmańskie w północno-zachodniej Afryce, w Maghrebie, istniejące i rządzone przez dynastię Sadytów w latach 1509–1659, a od 1549 obejmujące całe Maroko.
Sadyci pochodzili z Tidzi w rejonie Tagmadert, położonym w dolinie rzeki Wadi Dara.
Do 1549 roku Sadyci sprawowali lokalną władzę w południowym Maroku, po czym zjednoczyli Maroko po trwającym od drugiej połowy XIV wieku rozbiciu dzielnicowym. Zreformowali administrację oraz podatki, utworzyli nowoczesną armię wyposażoną w broń palną i artylerię oraz flotę wojenną.
Oparli się zbrojnie Turcji, zlikwidowali większość enklaw portugalskich na wybrzeżu. Pod Al-Kasr al-Kabir pobili wojska portugalskie w 1578 roku, podbili Sudan Zachodni (państwo Songhaj) w 1591 roku oraz rozwinęli w południowym Maroku na niespotykaną w jego dziejach skalę uprawę trzciny cukrowej oraz produkcję cukru z przeznaczeniem na eksport do Europy. Kres ich potęgi położyła wielka epidemia dżumy w latach 1597–1608.